# Witold Englender
Witold Englender (ur. 1946) – artysta fotograf, kolekcjoner starej fotografii (kolekcja ponad 6000 zdjęć), organizator wystaw popularyzujących historię fotografii.
Mieszka w Jastrzębiu-Zdroju.

## Działalność
Członek Krakowskiego Towarzystwa Fotograficznego (1964–1972), instruktor Harcerskiej Agencji Fotograficznej (1973–1975), członek Grupy Twórczej A-74 (1974–1979), członek Jastrzębskiego Klubu Fotograficznego "Niezależni" (1973–2008), członek Towarzystwa Miłośników Ziemi Jastrzębskiej (od 2001), członek honorowy Lubuskiego Towarzystwa Fotograficznego (2001), członek honorowy Fotoklub Rzeczypospolitej Polskiej Stowarzyszenia Twórców (1999), "Zasłużony dla Fotografii Polskiej".
Organizator Ogólnopolskiej Wystawy Zaproszeniowej pod patronatem Stowarzyszenia Pastelistów Polskich "12 pasteli – 12 Autorów" 2001/2002 – 12 ekspozycji. 
Współorganizator I, II i III Ogólnopolskiego Festiwalu Fotografii Otworkowej OFFO. 
Od 1997 roku prowadzi własną, niekomercyjną galerię wystawową Galeria "Ciasna" w Jastrzębiu, w której prezentowane są zmieniane co miesiąc wystawy plastyki, fotografii, a także związane z historią ogólną i historią fotografii (do końca 2008 odbyło się 126 wystaw).

## Twórczość
Jest laureatem ponad trzydziestu nagród i wyróżnień za twórczość fotograficzną.

### Wystawy zbiorowe
Wziął udział w ponad 200. wystawach ogólnopolskich i międzynarodowych, m.in.: 
"Kobieta-portret, pejzaż, akt", czyli pierwsza "Venus" w Krakowie, ASSOFOTO'75 w byłym ZSRR, I International Exhibition of Photography - Ludvigshafen (RFN), II International Herrschinger Fotowoche - Frieding (RFN), Annual Competition "Men in Action" - Frieding (RFN), Howrah Colour Salon - Howrah (Indie), Wettbewerb - Kinder von Heute eine Hoffnung auf die Zukunft w Belgii, Biennal International de Fot. Camara Club Sabadell w Hiszpanii, Smethwick Colour International Exhibition w Anglii, Oslo Color Slide Exhibition w Norwegii, Algarve Photo Salon w Portugalii, Salo de Fot. de Muntanya - Barcelona (Hiszpania), Photo Competition of Envir. Cons. - Szolnok (Węgry), Salon Foto Club - Buenos Aires (Argentyna), Birkenhead International Col. Salon w Anglii, A Day's Exhibition of Photography - Brno (CSRS), One Day of Mine - Brno (CSRS), "Człowiek XX w." - Brno (CSRS), Salon International de Art Fot. "Foto - Sport90" - Brasov (Rumunia), "Festival Mondial de l'images de Montagna" - Antibes (Francja). 
A także: udział w wystawach zbiorowych Krakowskiego Towarzystwa Fotograficznego m.in. w Norymberdze i we Lwowie, udział we wszystkich edycjach Ogólnopolskiego Konkursu "Spotkania z Fotografią", Konfrontacji i Wystaw polsko-bułgarskich ("Probuda"/"Niezależni"), Wystaw Przeglądowych organizowanych przez JKF "Niezależni" oraz wszystkich wystawach zbiorowych JKF"N". 

### Wystawy indywidualne
- 1968 – "Z szuflady" SAiW Kraków
- 1975 – "Dziecko" MPiK Jastrzębie
- 1979 – "Dziecko" Kaktus Jastrzębie
- 1986 – "Świat dziecka" Jastrzębie i Burgas (Bułgaria)
- 1988 – "Dziecko" KMPiK Wodzisław
- 1989 – "Kapliczki i krzyże przydrożne" Świdnica
- 1994 – "Postoje pamięci" MOK Jastrzębie, powtórzona w latach 2000-2004 w Pawłowicach, Katowicach, Olzie, Gliwicach, Łaziskach, Kartuzach, Przodkowie i in.
- 1996 – "Jastrzębie" Przedszkole 18 Jastrzębie; 2001 "Kapliczki i krzyże przydrożne" w Olzie
- 2002 – "Nagrobki z cmentarzy żydowskich Szydłowca, Józefowa i Leska" wystawa towarzysząca sympozjum w Wodzisławiu.
- 2007 – "Miejsca"[5] w ramach II OFFO, Galeria "Projekt", Zielona Góra

## Publikacje
Autor felietonów na temat historii fotografii publikowanych w prasie fotograficznej: 
"Twój Magazyn fotograficzny", "Foto Mania", "Materiały Warsztatów Fotograficznych - Broniszów", "Pozytyw" i in. oraz w internecie.
Autor książek "Krótki przewodnik po zakładach fotograficznych Górnego Śląska od początku fotografii do końca I Wojny Światowej" (stypendium Marszałka Województwa Śląskiego) i "Małe co nieco nie tylko o fotografii" (wydana przez Lubuskie Towarzystwo Fotograficzne).

## Wykłady i prelekcje
Prowadzi liczne wykłady na warsztatach fotograficznych, prelekcje i pokazy z historii fotografii. 
Wykłady na Ogólnopolskich Warsztatach Fotograficznych w Broniszowie od 1999 roku. 
Wykłady z historii fotografii na Uniwersytecie III Wieku w Jastrzębiu 2003. 
Prelekcja "Niegdysiejsze gejsze czyli o wczesnej fotografii japońskiej" na Ogólnopolskich Warsztatach Fotograficznych "Krajobraz w fotografii" w Wągrowcu 2006. 
Prelekcja "Po prostu monidła" na konferencji "Fotografia portretowa jako źródło interdyscyplinarne", Muzeum, Rybnik 2008. 
Prelekcja i pokaz "Fotografia frywolna" DK Chwałowice 2009. 

## Wystawy kolekcji starej fotografii
Wystawy związane z historią fotografii, które zorganizował ze swoich zbiorów (od 1968 roku):
- "Z szuflady Witolda Englendera", Kraków SAiW 1968;
- "Stara fotografia - wiek XIX", Jastrzębie, ZOPAŚT 1974 - współautor;
- "Fotografia rzemieślnicza na Śląsku z przełomu XIX i XX w.", Jastrzębie, Kaktus 1976;
- "Dziecko w starej fotografii", Jastrzębie, Kaktus 1977;
- "Mini fotoplastikon - pokaz stereofotografii 1893-1906", Jastrzębie, JKF"N" 1978;
- "Wystawa Urzędowych Zdjęć Wojskowych z okresu I wojny światowej", Jastrzębie, JKF"N" 1978;
- "II Pokaz stereofotografii (1896-1908)", Jastrzębie, JKF"N" 1978;
- "Najmiłościwiej Nam Panujący Cesarz Franciszek Józef I- opiekunem sportu, turystyki i wypoczynku", Jastrzębie KMPiK i Bibl. Miejska 1982, Opole, Galeria Związków Twórczych -VI Symp. Fot. Krajozn. "Praca i odpoczynek" 1986;
- "Piękne kobiety przełomu wieku XIX/XX i ci wspaniali mężczyźni w swych twarzowych mundurach", Jastrzębie KMPiK, Bibl. Miejska, Kaktus 1983;
- "Urok starej fotografii", Jastrzębie, JKF"N" 1985;
- "Portret Przełomu Wieków", Jastrzębie, JKF"N" 1989;
- "150 fot na 150 lat", Jastrzębie, JKF"N", KMPiK, KŚT 1989 - współautor;
- "Dziecko w fotografii XIX/XX w.", Jastrzębie, MOK 1997, Katowice, MBP 2001, Wodzisław MBP, Broniszów, Ogólnopolskie Warsztaty Fotograficzne 2002, MBP, Gliwice 2004 i in.;
- "O tym, co Alicja odkryła po drugiej stronie zdjęcia", Jastrzębie, MOK 1998, Łaziska Górne, PiMBP 2000, Broniszów, Ogólnopolskie Warsztaty Fotograficzne i inne;
- "Reklama na rewersach starych zdjęć, czyli Alicji odsłona druga", Jastrzębie, Galeria "Ciasna", Broniszów, XII Ogólnopolskie Warsztaty Fotograficzne 1999 i inne;
- "Pokaz XIX-wiecznych stereofotografii", Broniszów, Ogólnopolskie Warsztaty Fotograficzne 1999 - 2008;
- "Śląska Fotografia Rzemieślnicza XIX/XX w.", Jastrzębie, Galeria "Ciasna" 2000;
- "I Wojna Światowa w fotografii czyli jak to na wojence ładnie...", Katowice, MBP 2002, Jastrzębie, Galeria "Ciasna", Broniszów, Ogólnopolskie Warsztaty Fotograficzne i jeszcze ok. 5 ekspozycji;
- "Człowiek z obu stron lustra - Lewis Carroll", Broniszów, Ogólnopolskie Warsztaty Fotograficzne 2002;
- "Walery Paris" – polski fotograf francuskich kabaretów XIX/XX w.", Jastrzębie, "Ciasna" 2003, Broniszów, Ogólnopolskie Warsztaty Fotograficzne;
- "Niegdysiejsze gejsze czyli o wczesnej japońskiej fotografii"[8], Jastrzębie, "Ciasna" 2005, Broniszów, Ogólnopolskie Warsztaty Fotograficzne i jeszcze ok. 10 ekspozycji;
- "Kobiece ciało to nie jest grecka waza, czyli początek aktu lub akt początku fotografii", Broniszów, Ogólnopolskie Warsztaty Fotograficzne i jeszcze ok. 5 ekspozycji;
- "Monidła" Broniszów, Ogólnopolskie Warsztaty Fotograficzne 2007, Jastrzębie "Ciasna" 2008;
- "Po prostu monidła", Rybnik, Muzeum 2008;
- "Śląskie dzieci na starej fotografii", Jastrzębie, "Ciasna" 2008/09.

Udział kolekcji starej fotografii Witolda Englendera w ogólnopolskich wystawach związanych z historią fotografii
organizowanych przez Polskie Towarzystwo Historyczne oraz Muzea w Bytomiu, Chorzowie, Piotrkowie i Rybniku: 
- "Fotografia Polskiej Wsi - Chłopów Polskich", Warszawa (objazdowa) 1984 - nagroda;
- "Inteligencja w fotografii XIX/XX w.", Polskie Towarzystwo Historyczne, Warszawa (objazdowa) 1994 - wyróżnienie;
- "Rodzina Śląska w dawnej fotografii", Muzeum Górnośląskie, Bytom 1998;
- "Fotografowie Dawnego Chorzowa - Zakład fotograficzny rodziny Tschentscher 1870 - 1930", Muzeum, Chorzów 2000;
- "Dziecko w obiektywie historii. Górny Śląsk i pogranicze", Muzeum, Bytom 2006, powtórzona w Rumunii, Niemczech i Skandynawii;
- "Ślubuję Ci miłość", Muzeum, Rybnik 2007;
- "Piotrkowianie na starej fotografii", Muzeum, Piotrków Trybunalski 2007.

## Wyróżnienia (odznaczenia, tytuły, nagrody)
W 1992 Międzynarodowa Federacja Sztuki Fotograficznej nadała mu tytuł artysty (AFIAP).
Został mu przyznany Srebrny Medal „Zasłużony dla Fotografii Polskiej” (2007), Srebrna Odznaka FASFwP.
W 2002 roku Prezydent Miasta przyznał Nagrodę Miasta Jastrzębie Zdrój za całokształt działalności w dziedzinie twórczości artystycznej oraz za upowszechnianie kultury.